# Multiple epiphysäre Dysplasie
Die Multiple epiphysäre Dysplasie bezeichnet eine heterogene Gruppe von sehr seltenen angeborenen Erkrankungen mit den gemeinsamen Kennzeichen  Anomalien der Epiphyse mit frühzeitig sich entwickelnder Arthrose und Gelenkschmerzen. Synonyme sind Polyepiphysäre Dysplasie, lateinisch Dysplasia epiphysaria multiplex,
Dysostosis epiphysaria, englisch Epiphyseal Dysplasia, Multiple (EDM). Hier wird die Erkrankung beim Menschen beschrieben, sie kommt jedoch auch bei Hunden vor.

## Verbreitung
Die Häufigkeit wird mit etwa 1 zu 20.000 angegeben, die Vererbung erfolgt autosomal-rezessiv oder autosomal-dominant.

## Klassifikation
Nach der jeweils gefundenen genetischen Veränderung kann folgende Einteilung erfolgen:
- EDM1, Dysplasie, epiphysäre multiple, Typ 1, autosomal dominant, Mutationen im COMP-Gen am Genlocus  19p13.11[4][5]
- EDM2, Dysplasie, epiphysäre multiple, Typ 2, autosomal dominant, Mutationen im COL9A2-Gen an der Location 1p34.2[6]
- EDM3, Dysplasie, epiphysäre multiple, Typ 3, autosomal dominant, Mutationen im COL9A3-Gen an der Location 20q13.33[7]
- EDM4, Dysplasie, epiphysäre multiple, Typ 4, autosomal rezessiv, Mutationen im DTDST-Gen an der Location 5q32[8][9]
- EDM5, Dysplasie, epiphysäre multiple, Typ 5, autosomal dominant, Mutationen im MATN3-Gen an der Location 2p24.1[10][11]
- EDM6, Dysplasie, epiphysäre multiple, Typ 6, Mutationen im COL9A1-Gen an der Location 6q13[12][13]

Ferner gibt es Erkrankungen mit zusätzlichen wesentlichen Veränderungen mit einer eigenen Bezeichnung:
- Multiple epiphysäre Dysplasie-Makrozephalie-Gesichtsdysmorphie-Syndrom, Synonym: Dysplasie, epiphysäre multiple, Typ Al-Gazali, EMD mit Makrozephalie und charakteristischem Gesichtsausdruck[14][15]
- Dysplasie, epiphysäre multiple, Typ Beighton, EMD mit Myopie und Schwerhörigkeit[16][17]
- Dysplasie, epiphysäre multiple, Typ Lowry, EMD mit Robin Phänotyp[18][19]
- Dysplasie, epiphysäre multiple, mit Miniepiphysen[20][21]
- Dysplasie, epiphysäre multiple, mit Pseudoachondroplasie[22]
- Dysplasie, epiphysäre multiple, mit schwerer proximaler Femur-Dysplasie[23][24]
- Wolcott-Rallison-Syndrom, EMD mit früh einsetzendem Diabetes mellitus[25][26]

## Klinische Einteilung
Nach den klinischen Auffälligkeiten handelt es sich um eine Entwicklungsstörung der Wachstumsfugen und betrifft  die dort stattfindende Knochenbildung (enchondrale Ossifikation), insbesondere am Femur.
Die Ausprägung ist variabel, so dass drei klinische Formen unterschieden werden:

### Schwere Form nach Fairbanks
mit verspätetem Auftreten der Ossifikationskerne der meisten Epiphysen, plumpe Finger und Zehen, mäßig ausgeprägter Kleinwuchs. Die Diagnose wird klinisch erst im Kleinkindesalter gestellt. Die Bezeichnung geht zurück auf den Londoner Orthopäden
Harold A.T. Fairbanks (1876–1961) mit einer Fallbeschreibung im Jahre 1935.

### Mildere Form nach Ribbing
mit nur minimaler Beteiligung der Finger und Zehen, hauptsächlich ist nur der Femurkopf betroffen. Die Bezeichnung geht zurück auf die Erstbeschreibung im Jahre 1937 durch den schwedischen Radiologen Seved Ribbing.

### Lokalisierte milde Form nach Meyer
mit ausschließlicher Beteiligung der Femurköpfe (Dysplasia epiphysealis capitis femoris), Meyersche Dysplasie

## Behandlung
Die heutige Behandlung besteht vor allem in Physiotherapie und orthopädischen Maßnahmen. Häufig, aber in unterschiedlichem Alter, wird Hüftersatz erforderlich.